# Henry Collen

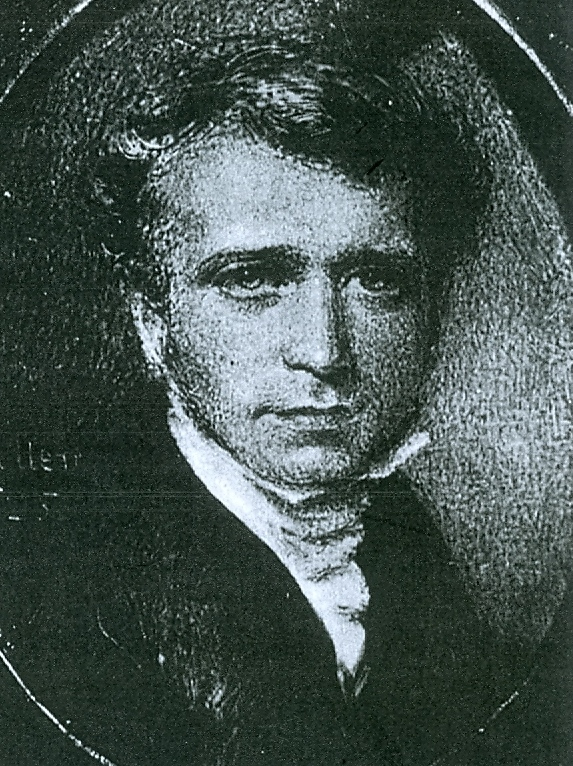
Selbstporträt von Henry Collen (1825)

Henry Collen (* 9. Oktober 1797 in London; † 8. Mai 1879) war ein englischer Maler und Pionier der Fotografie.

## Collen als Porträtmaler
Henry Collen wurde in London geboren und wurde in der Kirche St. Pancras getauft. Im Alter von 29 Jahren heiratete er seine Frau Ellen in Maghera in Irland, wo sie aufgewachsen war.
Das Malen erlernte Collen an der Royal Academy of Arts. Sein Lehrer war George Hayter, mit dessen Familie Collens Familie sich eng befreundete. Henry Collen wurde Pate von Hayters Sohn Angelo Collen (1819–1898), und Hayter wiederum war der Pate von Collens Sohn Edwin Henry Hayter  (1843–1911).
In den 1830er Jahren war Henry Collen persönlich mit der Thronfolgerin Prinzessin Viktoria bekannt, erteilte ihr Zeichenunterricht, und sie saß auch für mehrere Porträts für ihn (R. Derek Wood (1994)). Von 1844 bis 1879 war Henry Collen der Herausgeber von Debrett’s Peerage, was ihm zu vielen Kontakten in die höhere Gesellschaft verhalf. Als Porträtmaler war er erfolgreich; zwischen 1820 und 1972 stellte er mindestens 100 Gemälde in der Royal Academy und in der Society of Botanical Artists (SBA) aus, und 1821 wurde er von der Royal Academy mit einer Silbermedaille ausgezeichnet. Einige seiner Bilder hingen in der Bibliothek von Bodelwyddan Castle.
Collen wirkte mit Künstlern aber auch Wissenschaftlern seiner Zeit zusammen, wie etwa dem in den frühen 1840er Jahren bekannten Astronom John  Herschel, dem Künstler Thomas Scully und dessen Frau. Er und seine Frau waren nicht nur mit den Hayters eng befreundet, sondern auch mit dem Maler Edwin Landseer, der für seine Bilder von Tieren und englischen Bauernlandschaften bekannt war, wie auch für seinen Entwurf der vier Bronzelöwen am Fuße der Nelsonsäule auf dem Trafalgar Square in London.

## Collen als Fotograf

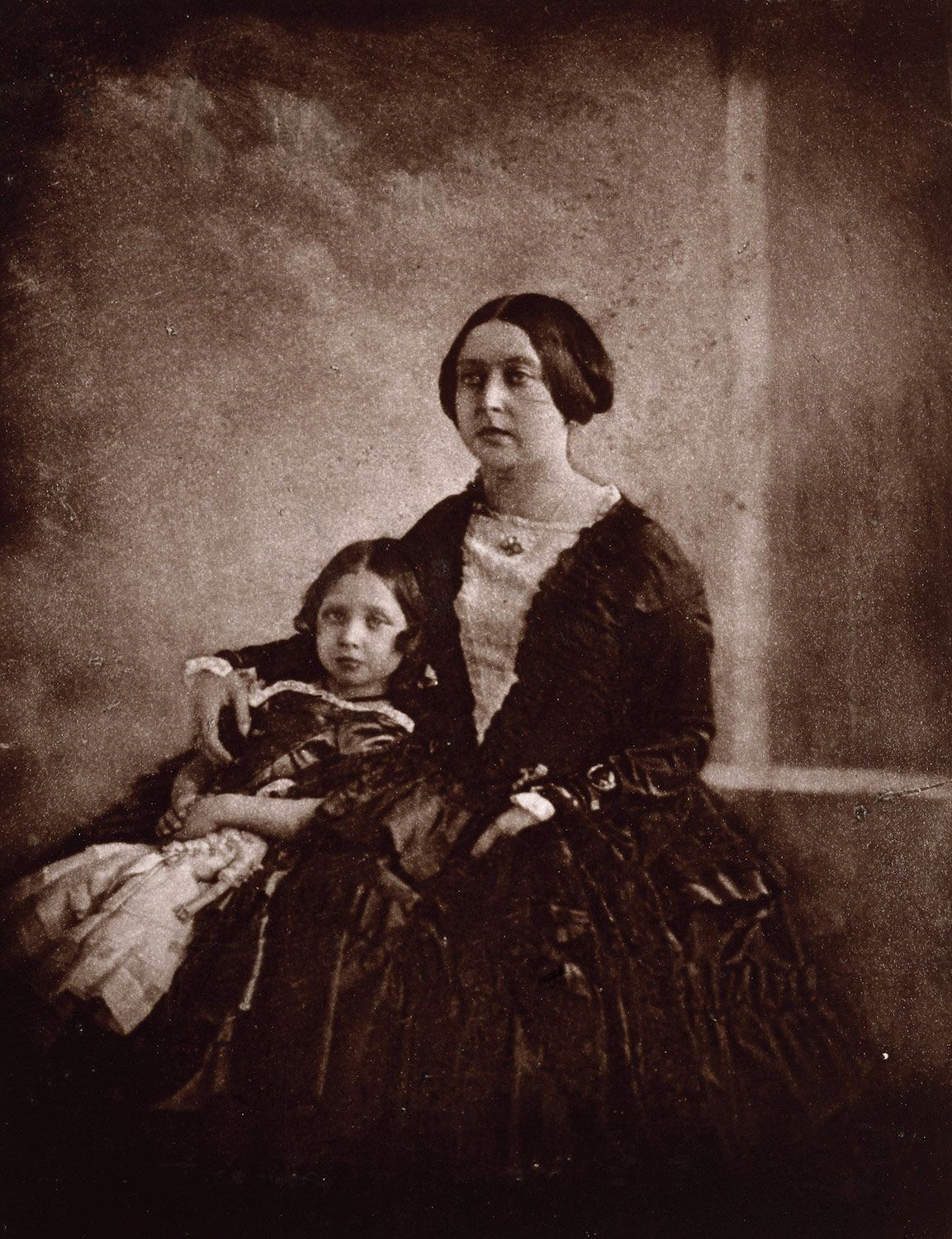
Queen Victoria mit Tochter Victoria (1844)

In den 1840er Jahren hatte sich Henry Collen als Porträtmaler von Ruf etabliert, aber er wurde zu dieser Zeit auch bekannt für sein fotografisches Werk. Im März 1840 begann er mit Experimenten auf dem Gebiet von Galvanoplastik mit Hilfe von Daguerreotypieplatten und in der Kalotypie. Die Kalotypie ist ein um 1835 von dem Engländer William Henry Fox Talbot (1800–1877) erfundenes Aufnahmeverfahren der Fotografie, mit dem Collen befreundet war und zusammenarbeitete; Talbot steuerte das fotografische und Collen das künstlerische Wissen bei. Talbot hatte das Patent auf das Verfahren, und im August 1841 lizenzierte er Collen als ersten offiziellen Kalotypisten, der für die Lizenz 30 Prozent an Talbot abführen musste.
Anschließend eröffnete Collen das erste Kalotypie-Atelier für Porträts in London. Er machte rund 1000 Porträts, die von seinen Kollegen positiv aufgenommen wurden. Er machte Porträts im Stil der Miniaturmalerei, die dann übermalt wurden, womit Collen seine beiden Kunstrichtungen verband. 1844 zerstritten sich Collen und Talbot, und Collen zog sich aus der Fotografie zurück.

## Vertrag von Nanking
Am 29. August 1842 wurde zwischen dem Vereinigten Königreich und China der Vertrag von Nanking unterzeichnet, mit dem der Erste Opiumkrieg beendet wurde. Das Original wurde von einem Offizier nach London gebracht, und Henry Collen bekam den Auftrag, den Vertrag zu „fotokopieren“. Im Dezember 1842 fotografierte er in zwei Tagen in einem Büro des Foreign Office den Vertrag und stellte zwei Kopien her, die ersten Fotokopien eines offiziellen Dokuments in der Geschichte. Eine Kopie war für die Queen gedacht, die das Dokument einrahmen und im Buckingham Palace aufhängen ließ, die zweite wurde dem Original beigefügt, das nach China zurückgebracht wurde. Collen stellte dafür 19 Pfund, 13 Shilling und 7 Pence in Rechnung. Ein Album mit Fotokopien des Vertrages befindet sich heute im George Eastman House, dem ältestes Fotomuseum der Welt, in Rochester. In diesem Museum befindet sich eine große Sammlung von weiteren Werken Collens.